# IC 1720
IC 1720 је спирална галаксија у сазвјежђу Вајар која се налази на листи објеката дубоког неба у Индекс каталогу.
Деклинација објекта је - 28° 54' 50" а ректасцензија 1h 40m 21,4s. Привидна величина (магнитуда) објекта IC 1720 износи 12,9 а фотографска магнитуда 13,7. IC 1720 је још познат и под ознакама ESO 413-19, MCG -5-5-8, IRAS 01380-2909, PGC 6180.